# Italodisco
Italodisco – singel The Kolors, wydany 5 maja 2023.
Utwór znalazł się na szczycie włoskiej listy przebojów w lipcu 2023 roku, a także dotarł do pierwszej dziesiątki w Polsce, na Litwie, w Szwajcarii i Austrii. Angielska wersja piosenki została wydana 15 września 2023 roku, przetłumaczona przez Gary'ego Go dla Warner Music Group.
Piosenka została napisana przez frontmana grupy Antonio „Stash” Fiordispino wraz z Davide Petrella. Jest to pierwszy singiel wydany przez grupę pod szyldem Warner Music Italy, po rozstaniu z Island Records.

## Lista utworów
- Digital download[7]

1. „Italodisco” – 3:19

## Certyfikaty i sprzedaż
| Kraj                      | Certyfikat          | Sprzedaż |
| ------------------------- | ------------------- | -------- |
| Austria (IFPI Austria)    | złota płyta         | 15 000+  |
| Polska (ZPAV)             | 2× diamentowa płyta | 500 000+ |
| Szwajcaria (IFPI Schweiz) | platynowa płyta     | 20 000+  |
| Włochy (FIMI)             | 5× platynowa płyta  | 500 000+ |